# Liste der denkmalgeschützten Objekte in Kirchschlag (Niederösterreich)
Die Liste der denkmalgeschützten Objekte in Kirchschlag enthält die denkmalgeschützten, unbeweglichen Objekte der niederösterreichischen Gemeinde Kirchschlag.

## Denkmäler
| Foto |                 | Denkmal                                                                      | Standort                                           | Beschreibung | Metadaten |
| ---- | --------------- | ---------------------------------------------------------------------------- | -------------------------------------------------- | --- | --- |
| ja   | Datei hochladen | Kath. Pfarrkirche hl. Nikolaus und Friedhof HERIS-ID: 50002 Objekt-ID: 54450 | Kirchschlag 40, gegenüber Standort KG: Kirchschlag | Die im Jahre 1436 erstmals urkundlich erwähnte Pfarrkirche hl. Nikolaus in Kirchschlag ist ein romanischer Bau mit Rundapsis und gotischem Südturm. Im Jahr 1756 wurde sie barockisiert. Ihr schlichtes Langhaus hat eine wesentlich niedrigere Rundapsis mit Kegeldach. Die Rundbogenfenster stammen von der Barockisierung. Der mächtige, gotische Südturm ist bis in Höhe des Kirchenschiffs quadratisch, darüber achteckig mit Giebelkranz und achtseitigem Pyramidendach. Im Glockengeschoß verfügt er über barocke Rundbogenfenster. An der Südseite des Langhauses befindet sich in gleicher Flucht mit dem Turm ein Sakristeianbau von 1756. | BDA-Hist.: Q36216222 Status: § 2a Stand der BDA-Liste: 2025-06-30 Name: Kath. Pfarrkirche hl. Nikolaus und Friedhof GstNr.: .15, 31 Pfarrkirche Kirchschlag (Niederösterreich) |
| ja   | Datei hochladen | Ortskapelle Roggenreith HERIS-ID: 50487 Objekt-ID: 55525                     | Roggenreith 18 Standort KG: Roggenreith            | Die Ortskapelle von Roggenreith ist ein schlichter Bau mit dreiseitigem Schluss und Dachreiter. Das Innere ist flach gedeckt. Zur Ausstattung zählen eine bemerkenswerte Spätgotische Figur des hl. Nikolaus aus der Zeit um 1510, ein von Leuchterengeln flankiertes Tabernakel aus der ersten Hälfte des 18. Jahrhunderts, eine barocke Figur des Johannes Nepomuk aus dem 18. Jahrhundert sowie Hinterglasbilder aus der ersten Hälfte des 19. Jahrhunderts. | BDA-Hist.: Q38040354 Status: § 2a Stand der BDA-Liste: 2025-06-30 Name: Ortskapelle Roggenreith GstNr.: .12                                                                    |
| ja   | Datei hochladen | Ortskapelle Schneeberg HERIS-ID: 50534 Objekt-ID: 55608                      | Schneeberg 14, gegenüber Standort KG: Schneeberg   | Die Dreifaltigkeitskapelle von Schneebert hat einen runden Schluss und einen vorgestellten Turm mit Pyramidenhelm. Ihr kleiner, barocker Altar mit Ovalbild der hl. Dreifaltigkeit, flankiert von Putten, stammt aus dem 18. Jahrhundert. Zur weiteren Ausstattung zählen spätgotische Figuren der Maria mit Kind und des hl. Antonius aus der zweiten Hälfte des 15. Jahrhunderts, sowie zwei spätbarocke Figuren des hl. Antonius und eines weiteren Heiligen aus der zweiten Hälfte des 18. Jahrhunderts. | BDA-Hist.: Q38040685 Status: § 2a Stand der BDA-Liste: 2025-06-30 Name: Ortskapelle Schneeberg GstNr.: .16                                                                     |